# Didius Julianus
Didius Julianus ou Dide Julien, de son nom impérial Imperator Caesar Marcus Didius Severus Julianus Augustus, né le 30 janvier 133 et mort le 1er juin 193, est un empereur romain de la fin du IIe siècle, régnant du 28 mars au 1er juin 193, entre Pertinax, lui aussi éphémère, et Septime Sévère.

## Biographie

### Enfance et jeunesse
La date de naissance de Julianus est variable selon les sources : 30 janvier 133 selon Dion Cassius ou 2 février 137 selon l'Histoire Auguste. Il était le fils de Quintus Petronius Didius Severus et de Clara Aemilia. Quintus, le père, était issu d'une famille importante de Mediolanum (Milan), les Petronii. Aemilia, la mère, avait quant à elle des origines nord-africaines par son père, originaire de la cité d'Hadrumetum. Un autre fils naquit de cette union : Didius Proculus. De plus, par sa mère, il a un demi-frère, Nummius Albinus.
Il fut élevé par Domitia Lucilla Minor, mère de Marc Aurèle, et tous deux contribuèrent à l'ascension du jeune Didius. A une date indéterminée, il épousa Manlia Scantilla, qui lui donna une unique fille, Didia Clara, née peut-être vers 175,.

### Carrière sénatoriale
Grâce à la recommandation de Domitia Lucilla, Julianus put obtenir le vigintivirat, première étape de son cursus honorum. Il obtint par la suite les postes de questeur (un an avant l'âge légal) et d'édile avant d'être nommé, aux alentours de 162, préteur,. Il obtint ensuite le commandement de la Legio XXII Primigenia, stationnée à Mogontiacum (Mainz) en Germanie supérieure,. En 171, il devint préfet de la Gaule Belgique, poste qu'il occupa durant cinq années,. Son action pour la défense de la province, menacée par une attaque des Chauques, lui aurait valu d'être récompensé par le consulat en 175, aux côtés de Pertinax,. Julianus se distingua ensuite dans une campagne contre les Chattes, avant d'être chargé vers 176 du gouvernement de la Dalmatie, puis de la Germanie inférieure de 180 à 185,.
La carrière de Julianus se trouva toutefois ralentie sous le règne de Commode, qui le nomma ainsi praefectus alimentorum, chargé d'organiser l'aide alimentaire destinée aux enfants des citoyens italiens les plus pauvres (les alimenta, créées par Trajan). Cette "rétrogradation" pourrait s'expliquer par l'implication de Didius Julianus dans un complot contre Commode, auquel participa notamment un de ses proches, P. Salvius Julianus. Il fut ensuite nommé gouverneur de la province de Bithynie, l'éloignant ainsi de Rome, avant d'obtenir, en 189-190, le poste de proconsul d'Afrique, où il succéda à Pertinax,.

### Un règne contesté et de courte durée

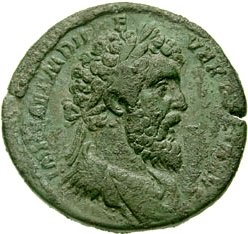
Sesterce de Didius Julianus.

Lorsque l'empereur Pertinax fut assassiné par la garde prétorienne, Didius Julianus, poussé par ses proches, revendique le trône. Il se rendit au camp des prétoriens, mais se heurta au beau-père de Pertinax, Titus Flavius Claudius Sulpicianus, qui revendiquait aussi l'empire. Les prétoriens poussèrent alors chacun des deux prétendants à enchérir sur leurs futurs bienfaits. Julianus l'emporta en promettant à chaque soldat de la garde 25 000 sesterces. Cet épisode fut par la suite considéré comme particulièrement honteux, l'empire paraissant avoir été mis aux enchères par ses soldats. Le Sénat, menacé par les militaires, le nomma empereur, et son épouse et sa fille reçurent le titre d'« Augusta ».
Rapidement, Julianus se révéla très impopulaire (la foule l'aurait conspué alors qu'il se présentait au cirque) et trois généraux entrèrent rapidement en rébellion : Pescennius Niger en Syrie, Clodius Albinus en Bretagne et Septime Sévère en Pannonie, chacun refusant de reconnaître l'autorité de Julianus et se déclarant empereur. Septime Sévère, dont les troupes étaient les plus proches de Rome, fut déclaré ennemi public. Julianus tenta par tous les moyens de contrecarrer son avancée : il envoya un sénateur pour convaincre les soldats de Septime d'abandonner leur général, nomma un nouveau gouverneur de Pannonie Supérieure et chargea même un centurion d'assassiner Septime. Toutefois, toutes ces tentatives échouèrent et Julianus ne put empêcher son ennemi de s'emparer du port et de la flotte de Ravenne. Septime refusa également la proposition de Julianus de partager l'empire et poursuivit sa route, se ralliant différentes cités d'Italie tout en s'assurant, qu'à Rome, les assassins de Pertinax se trouvaient sous bonne garde. Abandonné de tous, en dehors d'un de ses préfets et de son gendre Cornelius Repentinus, Julianus se vit retirer son titre au bénéfice de Septime Sévère, déclaré empereur par le Sénat le 1er juin 193. Le 2 juin 193,  Marcus Silius Messala organise le vote du Sénat condamnant Julianus à mort : ce dernier est assassiné par un soldat, dans le palais impérial.
Si sa mémoire fut condamnée (damnatio memoriae) et son patrimoine saisi, son corps fut rendu à sa femme Manlia Scantilla et à sa fille Didia Clara par Septime Sévère, pour être inhumé dans le tombeau de son oncle (le juriste Salvius Julianus), au cinquante mille de la Via Labicana.

### Monnayage

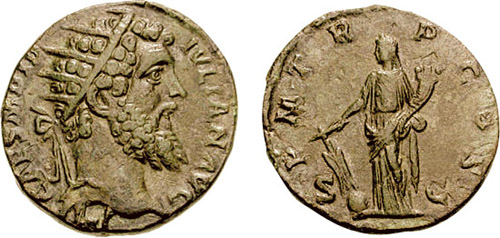
Dupondius à la déesse Fortuna.

Le monnayage de Didius Julianus fut exclusivement réalisé à l'atelier monétaire de Rome, avec une production de monnaies en or (aurei), argent (deniers) et bronze (sesterces, dupondii et as). Son épouse, Manlia Scantilla, et leur fille, Didia Clara, disposèrent également d'un monnayage en leur nom propre.
Du fait de la brièveté du règne de Julianus, les thèmes abordés par le monnayage sont peu nombreux. L'empereur est ainsi associé à Fortuna, représentée par une figure féminine debout à gauche, tenant un gouvernail reposant sur un globe et une corne d'abondance. Il est également désigné en tant que RECTOR ORBIS, sur des revers présentant le nouvel empereur, debout, tenant un globe et un rouleau de parchemin. Enfin, Julianus veilla à promouvoir la concorde des armées (concordia militum), avec un type présentant la Concordia, tenant une aigle de légion et un étendard, et cela dans un contexte où la fidélité des prétoriens et des armées provinciales ne lui était pas pleinement assurée.
Manlia Scantilla, épouse de l'empereur et augusta, fut, quant à elle, principalement associée sur son monnayage à la déesse Junon, avec des revers présentant la déesse accompagnée d'un paon et de la légende IVNO REGINA. Leur fille, Didia Clara, fut pour sa part associée à l'Hilaritas Temporum, « l'allégresse du temps présent ».

### Noms successifs
- 133 (ou 137) : à la naissance, il reçoit le prénom[43] Marcus et se nomme donc : Marcus Didius Severus Julianus.
- Mars 193 : devenu empereur, il est appelé Imperator Cæsar Marcus Didius Severus Julianus Augustus.
- Juin 193 : après sa mort, dans les inscriptions officielles, il est désigné comme Imperator Cæsar Marcus Didius Severus Julianus Augustus, Tribuniciæ Potestatis I, Imperator I, Consul I, Pater Patriæ (Empereur César Marc Dide Sévère Julien Auguste, (doté de) la puissance tribunicienne I[44], empereur I, consul I, Père de la Patrie).

### Magistratures du cursus honorum
- Consul suffect en 175[5]

#### Textes antiques
- Dion Cassius, LXXIV, 11-17.
- Hérodien, II, 6-13.
- Histoire Auguste, chapitre Didius Julianus
- Corpus Inscriptionum Latinarum, VI, 1 401 (ILS, 412) = CIL VI, 41122.
- Corpus Inscriptionum Latinarum, VIII, 24 094 (ILS 8973) = Inscriptions Latines de Tunisie, 699.

#### Articles et livres
En français
- André Chastagnol, Histoire Auguste. Les empereurs romains des IIe et IIIe siècles, Paris, 1993.
- Michel Christol, L'Empire romain du IIIe siècle, Paris, 1997.

En anglais
- J.B. Leaning, « Didius Julianus and his Biographer », Latomus, 48, 1989, p.  548-565.
- Harold Mattingly et Edward Sydenham, The Roman Imperial Coinage, IV, I, Pertinax to Geta, Londres, 1936 (= RIC IV, I).
- A. M. Woodward, « The Coinage of Didius Julianus and his family », The Numismatic Chronicle, Septième série, Volume I, 1961, p. 71-90.

En allemand
- Dietmar Kienast, Werner Eck et Matthäus Heil, Römische Kaisertabelle. Grundzüge einer römischen Kaiserchronologie, Darmstadt, 2017.
- Steve Pasek, Coniuratio ad principem occidendum faciendumque, Der erfolgreiche Staatsstreich gegen Commodus und die Regentschaft des Helvius Pertinax (192/193 n. Chr.), Beiträge zur Geschichte[pas clair], Munich, AVM, 2013,  (ISBN 978-3-86924-405-1).
- Steve Pasek, Imperator Cæsar Didius Iulianus Augustus. Seine Regentschaft und die Usurpationen der Provinzstatthalter (193 n. Chr.), Beiträge zur Geschichte[pas clair], Munich, AVM, 2013,  (ISBN 978-3-86924-515-7).